# (5255) Johnsophie
(5255) Johnsophie est un astéroïde de la ceinture principale.

## Description
(5255) Johnsophie est un astéroïde de la ceinture principale. Il fut découvert le 19 mai 1988 à l'observatoire Palomar par Eleanor Francis Helin. Il présente une orbite caractérisée par un demi-grand axe de 2,67 UA, une excentricité de 0,02 et une inclinaison de 11,6° par rapport à l'écliptique.

## Compléments